# Modelo de segurança de confiança zero
O modelo de confiança zero, também conhecido como arquitetura de confiança zero (ZTA), e às vezes conhecido como segurança sem perímetro, é uma estratégia de design e implementação de sistemas de TI. O conceito principal do modelo de confiança zero é "nunca confiar, sempre verificar," isso significa que usuários e dispositivos não devem ser confiáveis por padrão, mesmo se estiverem conectados a uma rede autorizada, como uma LAN corporativa, até mesmo se estiverem previamente verificados. O ZTA é implementado ao estabelecer uma forte verificação de identidade, validar a conformidade do dispositivo antes de conceder o acesso e garantir o acesso com privilégios mínimos apenas a recursos explicitamente autorizados. Muitas redes corporativas modernas consistem em muitas zonas interconectadas, infraestrutura e serviços por nuvem, conexões com ambientes remotos e móveis, e conexões com TI não convencionais, como dispositivos IoT. O ZTA é uma mudança da estratégia de "confiar, porém verificar" para "nunca confiar, e sempre verificar" porque a ideia de confiar em usuários e dispositivos dentro de um "perímetro corporativo", ou em usuários e dispositivos conectados por meio de uma VPN não é relevante no ambiente de uma rede corporativa. O ZTA defende também a autenticação mútua, incluindo a checagem da identidade e integridade dos usuários sem dizer respeito à localização, e também prover o acesso para aplicativos e serviços de acordo com a confiança do usuário, a identidade do dispositivo e sua integridade em adição à autenticação do usuário. O modelo de confiança zero foi projetado para ser usado em áreas específicas como a cadeia de suprimentos.

## História
Stephen Paul Marsh criou o termo "zero confiança" em abril de 1994 na sua tese de doutorado em segurança computacional na Universidade de Stirling. Após isso houve discussões sobre o tema em diversos locais porém o termo "modelo de confiança zero" realmente só nasceu em 2010 por o analista da Forrester Research, John Kindervag o qual utilizou do termo para definir rígidos programas de segurança cibernética e controle de acesso dentro de corporações.
- Confie, mas verifique (provérbio russo)